# ひまわり3号
ひまわり3号（略称GMS-3）は宇宙開発事業団（NASDA）が打ち上げた静止気象衛星である。開発・製造は日本電気が担当した。

## 打ち上げ
1984年（昭和59年）8月3日にN-IIロケット6号機で種子島宇宙センターから打ち上げられた。

## 目的
宇宙からの気象観測の実施。世界気象機関による世界気象監視計画の一翼を担う位置づけもある。

## 特徴
GMS-3（ひまわり3号）は、1984年（昭和59年）に種子島から打ち上げられ、同年8月27日より運用を開始した。GMS-3の運用は当初予定よりも早く打ち上げた。これは、GMS-2のスキャン系の機械トラブルで、観測規模を縮小していたこともあり、何とか早く観測を立て直す必要性に迫られていたことが要因である。
GMS-3は1988年（昭和63年）から、観測を3時間／日から1時間／日へ、大幅に観測回数を増やした。この観測増強や地上の処理設備の更新もあって、出力される資料の内容も充実していくことになる。2008年（平成20年）現在、雲解析情報図（TSAS1/TSAS2）が作成されているが、ほぼ自動認識で解析資料が提供されるようになったのは、GMS-3の運用後半になってからとなる。

## 配信方式の変更
当時、GMS経由で衛星画像の配信が行われていたが、いずれも受信装置からハード的に画像化する作業が必要だった。コンピュータの性能が向上したこともあり、LR-FAX信号を受信し直接コンピュータに取り込む事の出来る装置が開発される。試験的に名瀬測候所に配備され実用化の目処が立ったことや、S-VISSR信号を直接受信してコンピュータ処理できるシステムも開発されたため、地上設備の更新も相まって、1988年（昭和63年）3月にHR-FAXが廃止しストレッチドVISSRにまとめられた、一方のLR-FAXは後にWE-FAXとして2008年（平成20年）3月まで運用された。

## 軌道
静止衛星軌道/静止位置 東経140度